# Morové povstání v Moskvě
Morové povstání v Moskvě (rusky Чумной бунт, Čumnoj bunt) bylo spontánní lidové povstání proti úřadům, lékařům i církvi, které vypuklo v roce 1771 v Moskvě za velké morové epidemie, při níž jen v samotné Moskvě zemřelo snad až sto tisíc lidí.[zdroj?] V důsledku povstání zahynulo více než tisíc osob.

## Situace
Při návratu z rusko-turecké války přinesla ruská armáda z Balkánu a od Černého moře morovou nákazu do Ruska a jen v armádě maršála Rumjanceva zemřelo na mor přes 11 tisíc mužů. Karanténní opatření na hranicích sice epidemii zadržela, roku 1770 však epidemie propukla v Brjansku a brzy nato i v Moskvě. K šíření nemoci přispělo ostré rozdělení ruské společnosti na úzkou vrstvu vzdělanců, kteří měli povědomí o západní medicíně, a na masy nevzdělaných a pověrčivých lidí, kteří hledali pomoc jen v kostelích. Při prvních výskytech lékaři chorobu také špatně diagnostikovali a celkově podcenili.

## Vznik epidemie

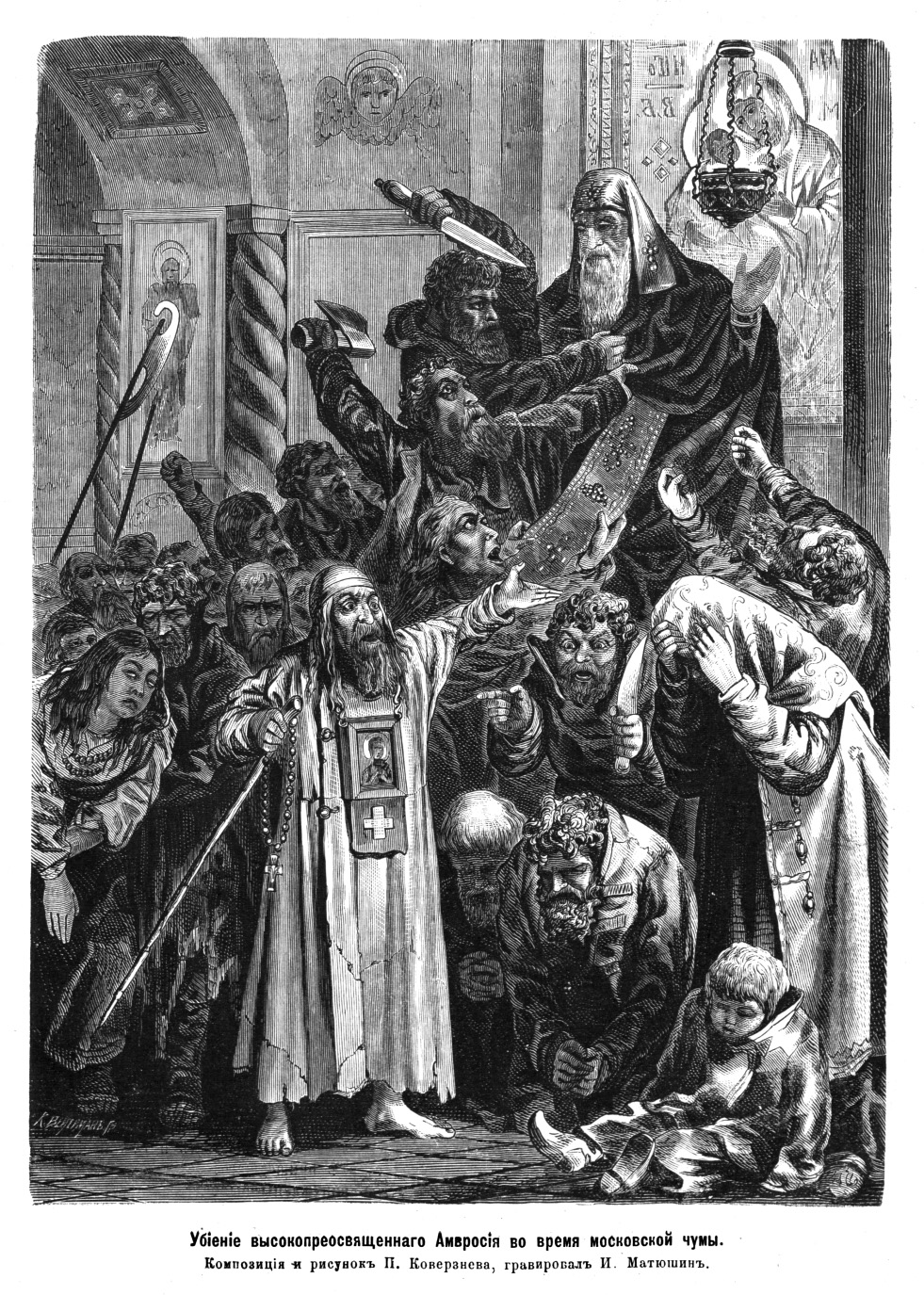
Zabití arcibiskupa Amvrosije, ilustrace z roku 1872

Koncem roku 1770 onemocněla řada vojáků ve vojenské nemocnici u Moskvy a zemřela řada dělníků textilní továrny. Zjara 1771 zemřelo několik tisíc lidí, ale epidemie se dál nešířila, proto nebyla přijata žádná hygienická opatření. Carevna Kateřina II. chtěla vytvořit kolem města 30 km širokou karanténní zónu, pověřený hygienik Pjotr Jeropkin to však odmítl, protože se obával hladomoru ve městě. Zato zakázal obchod s hadry, zavřel veřejné lázně a zakázal veškerá shromáždění. Řada klášterů se přeměnila na nemocnice a mniši buď sloužili nemocným, nebo přešli do jiných klášterů. Mrtví byli pohřbíváni do hromadných hrobů za městem, což vedlo k tomu, že lidé raději uchovávali své zemřelé doma. Arcibiskup Amvrosij zakazoval pohřby a procesí, čímž na sebe přivolal nenávist davů, které ho nakonec zabily. Přes všechna opatření se však epidemie šířila a v srpnu 1771 zemřelo přes 20 tisíc lidí. Mor propukl i v dalších ruských městech. 
Ze strachu o zdraví i před násilím opustila město většina vyšších vrstev, včetně vyšších úředníků, takže ve městě propukala anarchie. Dav lynčoval arcibiskupa Amvrosije, který se snažil bránit shromažďování u slavných obrazů a chrámů, a obrátil se i proti lékařům, o nichž se šuškalo, že v nemocnicích pacienty sami zabíjejí. Dav vtrhl do Kremlu a začal zvonit na poplašný zvon, k němuž se připojily všechny moskevské zvony. Při jednání s posádkou požadovali vzbouřenci vypovězení všech lékařů, povolení pohřbů na hřbitovech ve městě a zrušení karanténních opatření. Když nedošlo k dohodě, vytlačili vojáci vzbouřence z Kremlu, asi 100 lidí bylo zastřeleno a revoluční vlna opadla.

## Obnovení pořádku
26. září 1771 vyslala Kateřina II. do Moskvy svého milence, hraběte Grigorije Orlova, s doprovodem mnoha lékařů a čtyřmi regimenty vojáků. Orlov město rozdělil na 14 obvodů, podřízených velitelům a hygienikům. Rozšířil nemocnice a vylepšil jejich pověst, nemocní dostávali zdarma najíst a při propuštění peněžité odškodnění. Plundrování opuštěných domů se trestalo smrtí. Od října 1771 počet zemřelých klesal, v březnu 1772 zemřelo na mor 30 lidí.
Profesor medicíny Alexandr Sudakov roku 1897 uvedl, že celkem v Moskvě při morové epidemii v letech 1770–1772 zemřelo 56 907 osob, podle odhadu z roku 1960 z 300 tisíc obyvatel tehdejší Moskvy cca polovina uprchla, a ze zbylých 150 tisíc při úmrtnosti 60 %, typické pro mor, zahynulo 60–70 tisíc osob. Při vzpouře zahynulo více než tisíc lidí.